# أرباد ستيربيك
أرباد ستيربيك (بالسيريلية الصربية: Арпад Штербик) مواليد 20 نوفمبر 1979، هو لاعب كرة يد صربي يلعب كحارس مرمى. يلعب حاليا مع نادي فاردار لكرة اليد ويحمل الرقم 1. مثل كل من منتخب يوغوسلافيا لكرة اليد ومنتخب إسبانيا لكرة اليد. شارك في دورة الألعاب الأولمبية الصيفية سنة 2012. حقق المركز الأول في بطولة العالم لكرة اليد للرجال 2013.

## المسيرة الاحترافية
لعب مع نادي فيسبرم لكرة اليد من سنة 2001 إلى 2004، ثم انضم إلى نادي ثيوداد ريال لكرة اليد في الدوري الإسباني من سنة 2004 إلى 2011، ثم انضم إلى نادي برشلونة لكرة اليد من سنة 2012 إلى 2014، ثم انضم إلى نادي فاردار لكرة اليد في الدوري الإسباني في سنة 2014.

## سجل المنافسة
شارك في البطولات التالية:
- بطولة العالم لكرة اليد للرجال 2013
- بطولة أوروبا لكرة اليد للرجال 2016
- الألعاب الأولمبية الصيفية 2012

## الإنجازات
فاز بالدوريات والمسابقات التالية:
- الدوري المجري لكرة اليد:
  - الفوز: 2002، 2003، 2004
- الدوري الإسباني لكرة اليد:
  - الفوز: 2004، 2007، 2008، 2009، 2012، 2013، 2014
- كأس ملك إسبانيا لكرة اليد:
  - الفوز: 2008، 2011، 2014
- دوري أبطال أوروبا لكرة اليد:
  - الفوز: 2006، 2008،

## الميداليات
| الميدالية | المسابقة                           |
| --------- | ---------------------------------- |
| برونزية   | بطولة العالم لكرة اليد للرجال 1999 |
| برونزية   | بطولة العالم لكرة اليد للرجال 2001 |
| ذهبية     | بطولة العالم لكرة اليد للرجال 2013 |
| برونزية   | بطولة العالم لكرة اليد للرجال 2011 |
| ذهبية     | بطولة أوروبا لكرة اليد للرجال 2018 |

## وصلات خارجية
- أرباد ستيربيك على موقع الاتحاد الأوروبي لكرة اليد (الإنجليزية)
- أرباد ستيربيك على موقع أوليمبيديا (الإنجليزية)